# 6e étape du Tour de France Femmes 2025
Pour un article plus général, voir Tour de France Femmes 2025.
La 6e étape du Tour de France Femmes 2025 se déroule le jeudi 31 juillet 2025 entre Clermont-Ferrand et Ambert, sur une distance de 123,7 kilomètres.

## Parcours
La sixième étape longue de 123,7 kilomètres entre Clermont-Ferrand et Ambert, marque le premier grand rendez-vous en haute montagne. Dès les premiers kilomètres, les coureuses sont confrontées à deux bosses à 6 %, avant de plonger dans les reliefs du Livradois-Forez pour une journée taillée pour les grimpeuses. Trois ascensions majeures structurent le parcours : le col du Béal (10,2 km à 5,6 %), le col du Chansert (6,3 km à 5,5 %) et la côte de Valcivières (4,5 km à 5,3 %), dont le sommet est placé à seulement 12 kilomètres de l’arrivée. Ce profil accidenté devrait favoriser les attaques de grimpeuses ambitieuses ou permettre à une échappée bien construite de résister. La descente finale vers Ambert se termine sur le boulevard Henry IV, au bout d’une ligne droite de 400 mètres, offrant un final nerveux après une journée qui peut s’avérer décisive pour le classement général.

## Déroulement de la course
Au pied du col du Chansert, Maëva Squiban, déjà à l'attaque les jours précédents, s'extirpe du peloton alors que l'échappée matinale est reprise. La Française prend 1 min d'avance sur le peloton durant l'ascension, qui est emmené par Élise Chabbey. À 15 kilomètres de l'arrivée, elle dispose de 1 min 30 s d'avance sur ses poursuivantes où Juliette Labous roule pour rattraper sa compatriote. À la bascule de la dernière difficulté de la journée, le peloton est toujours à 1 min 15 s de retard sur la fuyarde.

## Résultats
Cette section présente les résultats et prix obtenus au cours de l'étape.

### Classement de l'étape
| Classement de la 6e étape | Classement de la 6e étape | Classement de la 6e étape | Classement de la 6e étape | Classement de la 6e étape |
|                           | Coureur                   | Pays                      | Équipe                    | Temps                     |
| ------------------------- | ------------------------- | ------------------------- | ------------------------- | ------------------------- |
| 1er                       | Maëva Squiban             | France                    | UAE ADQ                   | en 3 h 20 min 46 s        |
| 2e                        | Juliette Labous           | France                    | FDJ-Suez                  | + 1 min 9 s               |
| 3e                        | Kim Le Court Pienaar      | Maurice                   | AG Insurance-Soudal       | + 1 min 13 s              |
| 4e                        | Demi Vollering            | Pays-Bas                  | FDJ-Suez                  | + 1 min 13 s              |
| 5e                        | Dominika Włodarczyk       | Pologne                   | UAE ADQ                   | + 1 min 13 s              |
| 6e                        | Margot Vanpachtenbeke     | Belgique                  | VolkerWessels             | + 1 min 13 s              |
| 7e                        | Pauline Ferrand-Prévot    | France                    | Visma-Lease a Bike        | + 1 min 13 s              |
| 8e                        | Magdeleine Vallieres      | Canada                    | EF Education-Oatly        | + 1 min 13 s              |
| 9e                        | Pauliena Rooijakkers      | Pays-Bas                  | Fenix-Deceuninck          | + 1 min 13 s              |
| 10e                       | Puck Pieterse             | Pays-Bas                  | Fenix-Deceuninck          | + 1 min 13 s              |
| modifier                  |                           |                           |                           |                           |

### Bonifications en temps
|   | Coureuse                     | Pays    | Équipe                  | Secondes |
| - | ---------------------------- | ------- | ----------------------- | -------- |
| 1 | Maëva Squiban                | France  | UAE ADQ                 | 6 s      |
| 2 | Kim Le Court Pienaar         | Maurice | AG Insurance-Soudal     | 4 s      |
| 3 | Katarzyna Niewiadoma-Phinney | Pologne | Canyon-SRAM zondacrypto | 2 s      |

|   | Coureuse             | Pays    | Équipe              | Secondes |
| - | -------------------- | ------- | ------------------- | -------- |
| 1 | Maëva Squiban        | France  | UAE ADQ             | 10 s     |
| 2 | Juliette Labous      | France  | FDJ-Suez            | 6 s      |
| 3 | Kim Le Court Pienaar | Maurice | AG Insurance-Soudal | 4 s      |

### Points attribués
| Sprint intermédiaire Sermentizon (km 30,1) | Sprint intermédiaire Sermentizon (km 30,1) | Sprint intermédiaire Sermentizon (km 30,1) | Sprint intermédiaire Sermentizon (km 30,1) | Sprint intermédiaire Sermentizon (km 30,1) |
| ------------------------------------------ | ------------------------------------------ | ------------------------------------------ | ------------------------------------------ | ------------------------------------------ |
|                                            | Coureur                                    | Pays                                       | Équipe                                     | Point(s)                                   |
| 1er                                        | Élise Chabbey                              | Suisse                                     | FDJ-Suez                                   | 25                                         |
| 2e                                         | Pfeiffer Georgi                            | Royaume-Uni                                | Picnic PostNL                              | 20                                         |
| 3e                                         | Liane Lippert                              | Allemagne                                  | Movistar                                   | 17                                         |
| 4e                                         | Lauretta Hanson                            | Australie                                  | Lidl-Trek                                  | 15                                         |
| 5e                                         | Lily Williams                              | États-Unis                                 | Human Powered Health                       | 13                                         |
| 6e                                         | Laura Molenaar                             | Pays-Bas                                   | VolkerWessels                              | 11                                         |
| 7e                                         | Amber Kraak                                | Pays-Bas                                   | FDJ-Suez                                   | 10                                         |
| 8e                                         | Femke Gerritse                             | Pays-Bas                                   | SD Worx-Protime                            | 9                                          |
| 9e                                         | Ilse Pluimers                              | Pays-Bas                                   | AG Insurance-Soudal                        | 8                                          |
| 10e                                        | Jelena Erić                                | Serbie                                     | Movistar                                   | 7                                          |
| 11e                                        | Linda Zanetti                              | Suisse                                     | Uno-X Mobility                             | 6                                          |
| 12e                                        | Morgane Coston                             | France                                     | Roland Le Dévoluy                          | 5                                          |
| 13e                                        | Emma Norsgaard Bjerg                       | Danemark                                   | Lidl-Trek                                  | 4                                          |
| 14e                                        | Brodie Chapman                             | Australie                                  | UAE ADQ                                    | 3                                          |
| 15e                                        | Mischa Bredewold                           | Pays-Bas                                   | SD Worx-Protime                            | 2                                          |
| modifier                                   |                                            |                                            |                                            |                                            |

| Arrivée d'étape Ambert (km 123,7) | Arrivée d'étape Ambert (km 123,7) | Arrivée d'étape Ambert (km 123,7) | Arrivée d'étape Ambert (km 123,7) | Arrivée d'étape Ambert (km 123,7) |
| --------------------------------- | --------------------------------- | --------------------------------- | --------------------------------- | --------------------------------- |
|                                   | Coureur                           | Pays                              | Équipe                            | Point(s)                          |
| 1er                               | Maëva Squiban                     | France                            | UAE ADQ                           | 20                                |
| 2e                                | Juliette Labous                   | France                            | FDJ-Suez                          | 17                                |
| 3e                                | Kim Le Court Pienaar              | Maurice                           | AG Insurance-Soudal               | 15                                |
| 4e                                | Demi Vollering                    | Pays-Bas                          | FDJ-Suez                          | 13                                |
| 5e                                | Dominika Włodarczyk               | Pologne                           | UAE ADQ                           | 11                                |
| 6e                                | Margot Vanpachtenbeke             | Belgique                          | VolkerWessels                     | 10                                |
| 7e                                | Pauline Ferrand-Prévot            | France                            | Visma-Lease a Bike                | 9                                 |
| 8e                                | Magdeleine Vallieres              | Canada                            | EF Education-Oatly                | 8                                 |
| 9e                                | Pauliena Rooijakkers              | Pays-Bas                          | Fenix-Deceuninck                  | 7                                 |
| 10e                               | Puck Pieterse                     | Pays-Bas                          | Fenix-Deceuninck                  | 6                                 |
| 11e                               | Anna van der Breggen              | Pays-Bas                          | SD Worx-Protime                   | 5                                 |
| 12e                               | Katarzyna Niewiadoma-Phinney      | Pologne                           | Canyon-SRAM zondacrypto           | 4                                 |
| 13e                               | Mavi García                       | Espagne                           | Liv AlUla Jayco                   | 3                                 |
| 14e                               | Cédrine Kerbaol                   | France                            | EF Education-Oatly                | 2                                 |
| 15e                               | Évita Muzic                       | France                            | FDJ-Suez                          | 1                                 |
| modifier                          |                                   |                                   |                                   |                                   |

### Cols et côtes
| Côte de Courpière (km 37,0) 3e catégorie (1,7 km à 6,8 %) | Côte de Courpière (km 37,0) 3e catégorie (1,7 km à 6,8 %) | Côte de Courpière (km 37,0) 3e catégorie (1,7 km à 6,8 %) | Côte de Courpière (km 37,0) 3e catégorie (1,7 km à 6,8 %) | Côte de Courpière (km 37,0) 3e catégorie (1,7 km à 6,8 %) |
| --------------------------------------------------------- | --------------------------------------------------------- | --------------------------------------------------------- | --------------------------------------------------------- | --------------------------------------------------------- |
|                                                           | Coureur                                                   | Pays                                                      | Équipe                                                    | Point(s)                                                  |
| 1er                                                       | Élise Chabbey                                             | Suisse                                                    | FDJ-Suez                                                  | 3                                                         |
| 2e                                                        | Silke Smulders                                            | Pays-Bas                                                  | Liv AlUla Jayco                                           | 2                                                         |
| 3e                                                        | Brodie Chapman                                            | Australie                                                 | UAE ADQ                                                   | 1                                                         |
| modifier                                                  |                                                           |                                                           |                                                           |                                                           |

| Côte d'Augerolles (km 45,7) 3e catégorie (2,6 km à 5,6 %) | Côte d'Augerolles (km 45,7) 3e catégorie (2,6 km à 5,6 %) | Côte d'Augerolles (km 45,7) 3e catégorie (2,6 km à 5,6 %) | Côte d'Augerolles (km 45,7) 3e catégorie (2,6 km à 5,6 %) | Côte d'Augerolles (km 45,7) 3e catégorie (2,6 km à 5,6 %) |
| --------------------------------------------------------- | --------------------------------------------------------- | --------------------------------------------------------- | --------------------------------------------------------- | --------------------------------------------------------- |
|                                                           | Coureur                                                   | Pays                                                      | Équipe                                                    | Point(s)                                                  |
| 1er                                                       | Brodie Chapman                                            | Australie                                                 | UAE ADQ                                                   | 3                                                         |
| 2e                                                        | Élise Chabbey                                             | Suisse                                                    | FDJ-Suez                                                  | 2                                                         |
| 3e                                                        | Silke Smulders                                            | Pays-Bas                                                  | Liv AlUla Jayco                                           | 1                                                         |
| modifier                                                  |                                                           |                                                           |                                                           |                                                           |

| Col du Béal (km 79,2) 1re catégorie (10,2 km à 5,6 %) | Col du Béal (km 79,2) 1re catégorie (10,2 km à 5,6 %) | Col du Béal (km 79,2) 1re catégorie (10,2 km à 5,6 %) | Col du Béal (km 79,2) 1re catégorie (10,2 km à 5,6 %) | Col du Béal (km 79,2) 1re catégorie (10,2 km à 5,6 %) |
| ----------------------------------------------------- | ----------------------------------------------------- | ----------------------------------------------------- | ----------------------------------------------------- | ----------------------------------------------------- |
|                                                       | Coureur                                               | Pays                                                  | Équipe                                                | Point(s)                                              |
| 1er                                                   | Élise Chabbey                                         | Suisse                                                | FDJ-Suez                                              | 10                                                    |
| 2e                                                    | Silke Smulders                                        | Pays-Bas                                              | Liv AlUla Jayco                                       | 8                                                     |
| 3e                                                    | Brodie Chapman                                        | Australie                                             | UAE ADQ                                               | 6                                                     |
| 4e                                                    | Yara Kastelijn                                        | Pays-Bas                                              | Fenix-Deceuninck                                      | 4                                                     |
| 5e                                                    | Liane Lippert                                         | Allemagne                                             | Movistar                                              | 2                                                     |
| 6e                                                    | Morgane Coston                                        | France                                                | Roland Le Dévoluy                                     | 1                                                     |
| modifier                                              |                                                       |                                                       |                                                       |                                                       |

| Col du Chansert (km 94,7) 2e catégorie (6,3 km à 5,5 %) | Col du Chansert (km 94,7) 2e catégorie (6,3 km à 5,5 %) | Col du Chansert (km 94,7) 2e catégorie (6,3 km à 5,5 %) | Col du Chansert (km 94,7) 2e catégorie (6,3 km à 5,5 %) | Col du Chansert (km 94,7) 2e catégorie (6,3 km à 5,5 %) |
| ------------------------------------------------------- | ------------------------------------------------------- | ------------------------------------------------------- | ------------------------------------------------------- | ------------------------------------------------------- |
|                                                         | Coureur                                                 | Pays                                                    | Équipe                                                  | Point(s)                                                |
| 1er                                                     | Maëva Squiban                                           | France                                                  | UAE ADQ                                                 | 5                                                       |
| 2e                                                      | Élise Chabbey                                           | Suisse                                                  | FDJ-Suez                                                | 3                                                       |
| 3e                                                      | Sarah Gigante                                           | Australie                                               | AG Insurance-Soudal                                     | 2                                                       |
| 4e                                                      | Anna van der Breggen                                    | Pays-Bas                                                | SD Worx-Protime                                         | 1                                                       |
| modifier                                                |                                                         |                                                         |                                                         |                                                         |

### Prix de la combativité
- Maëva Squiban (UAE ADQ)

## Classements à l'issue de l'étape
Cette section présente le classement général et les différents classements annexes à l'issue de l'étape.

### Classement général
| Classement général | Classement général           | Classement général | Classement général      | Classement général |
|                    | Coureur                      | Pays               | Équipe                  | Temps              |
| ------------------ | ---------------------------- | ------------------ | ----------------------- | ------------------ |
| 1er                | Kim Le Court Pienaar         | Maurice            | AG Insurance-Soudal     | en 18 h 29 min 5 s |
| 2e                 | Pauline Ferrand-Prévot       | France             | Visma-Lease a Bike      | + 26 s             |
| 3e                 | Katarzyna Niewiadoma-Phinney | Pologne            | Canyon-SRAM zondacrypto | + 30 s             |
| 4e                 | Demi Vollering               | Pays-Bas           | FDJ-Suez                | + 31 s             |
| 5e                 | Anna van der Breggen         | Pays-Bas           | SD Worx-Protime         | + 35 s             |
| 6e                 | Pauliena Rooijakkers         | Pays-Bas           | Fenix-Deceuninck        | + 53 s             |
| 7e                 | Sarah Gigante                | Australie          | AG Insurance-Soudal     | + 1 min 3 s        |
| 8e                 | Puck Pieterse                | Pays-Bas           | Fenix-Deceuninck        | + 1 min 12 s       |
| 9e                 | Cédrine Kerbaol              | France             | EF Education-Oatly      | + 1 min 24 s       |
| 10e                | Évita Muzic                  | France             | FDJ-Suez                | + 1 min 24 s       |
| modifier           |                              |                    |                         |                    |

| Classement par points | Classement par points        | Classement par points | Classement par points   | Classement par points |
| --------------------- | ---------------------------- | --------------------- | ----------------------- | --------------------- |
|                       | Coureur                      | Pays                  | Équipe                  | Point(s)              |
| 1er                   | Lorena Wiebes                | Pays-Bas              | SD Worx-Protime         | 208 points            |
| 2e                    | Marianne Vos                 | Pays-Bas              | Visma-Lease a Bike      | 178 pts               |
| 3e                    | Kim Le Court Pienaar         | Maurice               | AG Insurance-Soudal     | 118 pts               |
| 4e                    | Demi Vollering               | Pays-Bas              | FDJ-Suez                | 97 pts                |
| 5e                    | Anna van der Breggen         | Pays-Bas              | SD Worx-Protime         | 75 pts                |
| 6e                    | Franziska Koch               | Allemagne             | Picnic PostNL           | 70 pts                |
| 7e                    | Katarzyna Niewiadoma-Phinney | Pologne               | Canyon-SRAM zondacrypto | 70 pts                |
| 8e                    | Pauline Ferrand-Prévot       | France                | Visma-Lease a Bike      | 59 pts                |
| 9e                    | Élise Chabbey                | Suisse                | FDJ-Suez                | 55 pts                |
| 10e                   | Eline Jansen                 | Pays-Bas              | VolkerWessels           | 54 pts                |
| modifier              |                              |                       |                         |                       |

| Classement de la meilleure grimpeuse | Classement de la meilleure grimpeuse | Classement de la meilleure grimpeuse | Classement de la meilleure grimpeuse | Classement de la meilleure grimpeuse |
| ------------------------------------ | ------------------------------------ | ------------------------------------ | ------------------------------------ | ------------------------------------ |
|                                      | Coureur                              | Pays                                 | Équipe                               | Point(s)                             |
| 1er                                  | Élise Chabbey                        | Suisse                               | FDJ-Suez                             | 29 points                            |
| 2e                                   | Silke Smulders                       | Pays-Bas                             | Liv AlUla Jayco                      | 17 pts                               |
| 3e                                   | Brodie Chapman                       | Australie                            | UAE ADQ                              | 14 pts                               |
| 4e                                   | Maëva Squiban                        | France                               | UAE ADQ                              | 5 pts                                |
| 5e                                   | Anna van der Breggen                 | Pays-Bas                             | SD Worx-Protime                      | 4 pts                                |
| 6e                                   | Yara Kastelijn                       | Pays-Bas                             | Fenix-Deceuninck                     | 4 pts                                |
| 7e                                   | Mavi García                          | Espagne                              | Liv AlUla Jayco                      | 2 pts                                |
| 8e                                   | Maud Rijnbeek                        | Pays-Bas                             | VolkerWessels                        | 2 pts                                |
| 9e                                   | Ana Vitória Magalhães                | Brésil                               | Movistar                             | 2 pts                                |
| 10e                                  | Alison Jackson                       | Canada                               | EF Education-Oatly                   | 2 pts                                |
| modifier                             |                                      |                                      |                                      |                                      |

| Classement général de la meilleure jeune | Classement général de la meilleure jeune | Classement général de la meilleure jeune | Classement général de la meilleure jeune | Classement général de la meilleure jeune |
|                                          | Coureur                                  | Pays                                     | Équipe                                   | Temps                                    |
| ---------------------------------------- | ---------------------------------------- | ---------------------------------------- | ---------------------------------------- | ---------------------------------------- |
| 1er                                      | Julie Bego                               | France                                   | Cofidis                                  | en 18 h 36 min 24 s                      |
| 2e                                       | Nienke Vinke                             | Pays-Bas                                 | Picnic PostNL                            | + 22 s                                   |
| 3e                                       | Titia Ryo                                | France                                   | Arkéa-B&B Hotels                         | + 8 min 57 s                             |
| 4e                                       | Francesca Barale                         | Italie                                   | Picnic PostNL                            | + 22 min 16 s                            |
| 5e                                       | Marion Bunel                             | France                                   | Visma-Lease a Bike                       | + 27 min 56 s                            |
| 6e                                       | Imogen Wolff                             | Royaume-Uni                              | Visma-Lease a Bike                       | + 35 min 14 s                            |
| 7e                                       | Clémence Latimier                        | France                                   | Arkéa-B&B Hotels                         | + 35 min 35 s                            |
| 8e                                       | Millie Couzens                           | Royaume-Uni                              | Fenix-Deceuninck                         | + 46 min 1 s                             |
| 9e                                       | Flora Perkins                            | Royaume-Uni                              | Fenix-Deceuninck                         | + 51 min 14 s                            |
| 10e                                      | Kiara Lylyk                              | Canada                                   | Winspace Orange Seal                     | + 1 h 2 min 26 s                         |
| modifier                                 |                                          |                                          |                                          |                                          |

| Classement par équipes | Classement par équipes  | Classement par équipes | Classement par équipes |
|                        | Équipe                  | Pays                   | Temps                  |
| ---------------------- | ----------------------- | ---------------------- | ---------------------- |
| 1re                    | FDJ-Suez                | France                 | en 55 h 30 min 45 s    |
| 2e                     | AG Insurance-Soudal     | Belgique               | + 5 min 54 s           |
| 3e                     | Canyon-SRAM zondacrypto | Allemagne              | + 7 min 25 s           |
| 4e                     | Visma-Lease a Bike      | Pays-Bas               | + 14 min 20 s          |
| 5e                     | Liv AlUla Jayco         | Australie              | + 14 min 56 s          |
| 6e                     | Fenix-Deceuninck        | Belgique               | + 16 min 53 s          |
| 7e                     | Lidl-Trek               | États-Unis             | + 22 min 58 s          |
| 8e                     | UAE ADQ                 | Émirats arabes unis    | + 25 min 32 s          |
| 9e                     | EF Education-Oatly      | États-Unis             | + 27 min 16 s          |
| 10e                    | Human Powered Health    | États-Unis             | + 41 min 40 s          |
| modifier               |                         |                        |                        |

## Abandon(s)
Trois coureuses ont abandonné au cours de l'étape : 
- Mie Bjørndal Ottestad (Uno-X Mobility) : non-partante ;
- Valentina Cavallar (Arkéa-B&B Hotels) : non-partante ;
- Kristýna Burlová (Ceratizit) : abandon.